# 加拿大博覽會

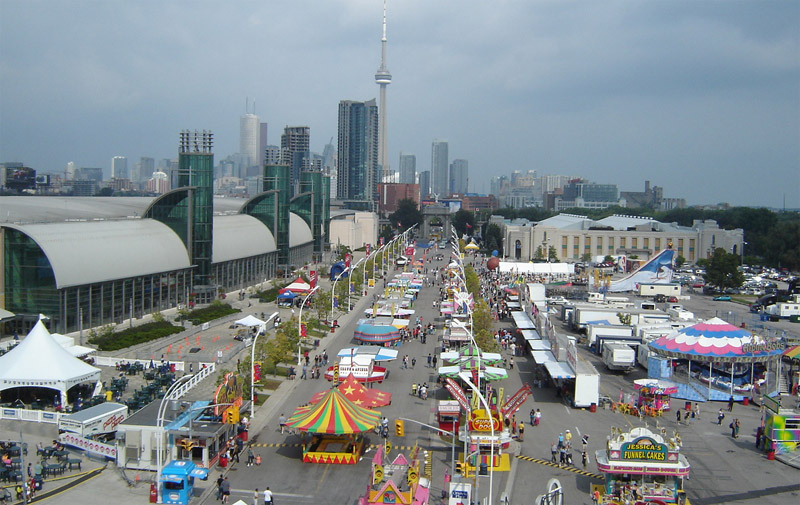
加拿大博覽會

加拿大博覽會（英語：Canadian National Exhibition, 縮寫）是每年一度，在加拿大安大略省多倫多舉行的一個博覽會，是現時世界上歷史最悠久的每年舉辦的展覽會。每年夏季末，在加拿大勞動節前舉行。
CNE在多倫多國家展覽中心舉行。過萬呎的會場，充滿了購物的地方、不同種類表演的舞台、各式其色的加拿大文化建築物展覽、世界不同的文物展出、以及動人心魄的機動遊戲。
當中，由台灣參展商舉行的世界民族服裝芭比娃娃展覽，更是全球難得一見。

## 外部連結
- 加拿大博覽會官方網站（页面存档备份，存于）（英文）